# T del Taure
T del Taure (T Tauri) és una estrella variable a la constel·lació de Taure que dona nom a un tipus de variables, les estrelles T Tauri. Fou descoberta l'octubre del 1852 per John Russell Hind i forma part del cúmul de les Híades, no lluny de l'estrella Ain (ε Tauri). Estudis recents situen T Tauri a 481 anys llum de distància del sistema solar.

## Situació
T del Taure es troba físicament a prop de NGC 1555, nebulosa de reflexió coneguda també com a nebulosa de Hind o nebulosa variable de Hind. Està il·luminada per T Tauri, i en ser aquesta estrella variable, la nebulosa també varia en brillantor. La nebulosa NGC 1554, observada per Otto Struve el 1958, fou també relacionada amb T Tauri, però desaparegué (o potser mai no existí); avui és coneguda com la nebulosa perduda d'Struve. La mateixa T Tauri està situada dins d'una nebulosa molt petita, descoberta per Shelburne Burnham el 1890, i coneguda en honor seu com a nebulosa de Burnham.
A 30 segons d'arc a l'oest del punt més brillant de NGC 1555, s'ha descobert un objecte Herbig-Haro que podria estar relacionat amb la mateixa T del Taure.

## Característiques físiques
T del Taure és un sistema estel·lar d'almenys tres components, dels quals només un és observable en l'espectre visible. Aquest últim és una jove estrella groc-taronja amb només 1 milió d'anys i que encara no ha entrat en la seqüència principal, per la qual cosa no ha començat la fusió d'hidrogen en el seu nucli. Encara té un diàmetre molt gran, però està col·lapsant. Gira molt de pressa i és un estel bastant actiu.
Els altres dos components brillen en l'infraroig i un d'aquests també és una radiofont. Observacions amb radiofreqüències amb el telescopi Very Large Array (VLA) van permetre veure com una petita estrella del sistema va canviar de forma dràstica la seva òrbita després d'una trobada propera amb una de les seves companyes, i pot haver estat expulsada del sistema.

## Variabilitat
Com les variables de la seva classe, T del Taure és una estrella variable irregular. Les corbes de llum d'aquest tipus d'estrelles mostren una variació impredictible amb un ampli rang d'amplituds i períodes. T Tauri ha arribat a assolir magnitud aparent +9,3 per arribar a empal·lidir fins a magnitud 14, amb una variabilitat que té lloc en diferents escales de temps. A llarg termini, s'observa que l'estrella va augmentar lleugerament la brillantor el 1967, seguit d'un petit descens, per tornar a la màxima brillantor el 1984. A curt termini, l'estrella varia unes dècimes de magnitud al llarg d'un dia, sense un patró definit.